# William C. Norris
William Charles Norris (* 14. Juli 1911 in Red Cloud (Nebraska); † 21. August 2006 in Bloomington, Minnesota) war ein US-amerikanischer Computerpionier. Er gründete 1957 die Control Data Corporation (CDC), aus der unter anderem der Supercomputer-Hersteller Cray Research hervorging. Norris war ein Farmerssohn aus Nebraska, der schon früh Interesse an Technik zeigte.
Bis 1932 studierte er Elektrotechnik an der Universität von Nebraska. Danach arbeitete er bei Westinghouse. Während des Zweiten Weltkrieges diente er als Kryptoanalytiker (Codebreaker) bei der Communications Supplementary Activity (CSAW),  einer kryptologischen Organisation der US Navy. Hier geschah die Entzifferung der Enigma-Maschine, des Maschinenschlüssels, mit dem die Atlantik-U‑Boote der deutschen Kriegsmarine ihre Funksprüche verschlüsselten.
Die dort gesammelten Erfahrungen nutzte er nach dem Krieg bei der von ihm mitgegründeten Engineering Research Associates (ERA), einem Vorreiter bei der Herstellung von Großrechnern. ERA wurde später von Sperry Rand übernommen und Norris war bis 1957 dort Vizepräsident. Im selben Jahr verließ er mitsamt der Konstruktionsabteilung den Konzern und gründete CDC.